# Pararge kindukushica
Pararge kindukushica är en fjärilsart som beskrevs av Colin W. Wyatt och Keiichi Omoto 1966. Pararge kindukushica ingår i släktet Pararge och familjen praktfjärilar. Inga underarter finns listade i Catalogue of Life.